# Lutzomyia pelloni
Lutzomyia pelloni är en tvåvingeart som först beskrevs av Sherlock I. A., Alencar J. E. 1959.  Lutzomyia pelloni ingår i släktet Lutzomyia och familjen fjärilsmyggor. Inga underarter finns listade i Catalogue of Life.